# Leucanitis sesquistria
Leucanitis sesquistria là một loài bướm đêm trong họ Noctuidae.